# Karolina Erlingsson
Anna Karolina Lisbeth Erlingsson, född 12 maj 1980 i Simlångsdalen, är en svensk video-, installations- och performancekonstnär.
Karolina Erlingsson utbildade sig på Gerlesborgsskolan i Bohuslän 2000–02, Konsthögskolan i Malmö 2003–08 och på Maumaus - Escóla de Artes Visuais i Lissabon i Portugal 2007. 
Karolina Erlingsson deltog i Modernautställningen 2010 i Stockholm med performanceverket eme emauto, på Moderna museet.

## Offentliga verk i urval
- Lysen, 2011, Gruppboendet Häradsrätten i Lund
- Minnenas hav, 2015, installation utomhus i marken i nordöstra parkrummet vid Malmö Live i Malmö

### Bilder

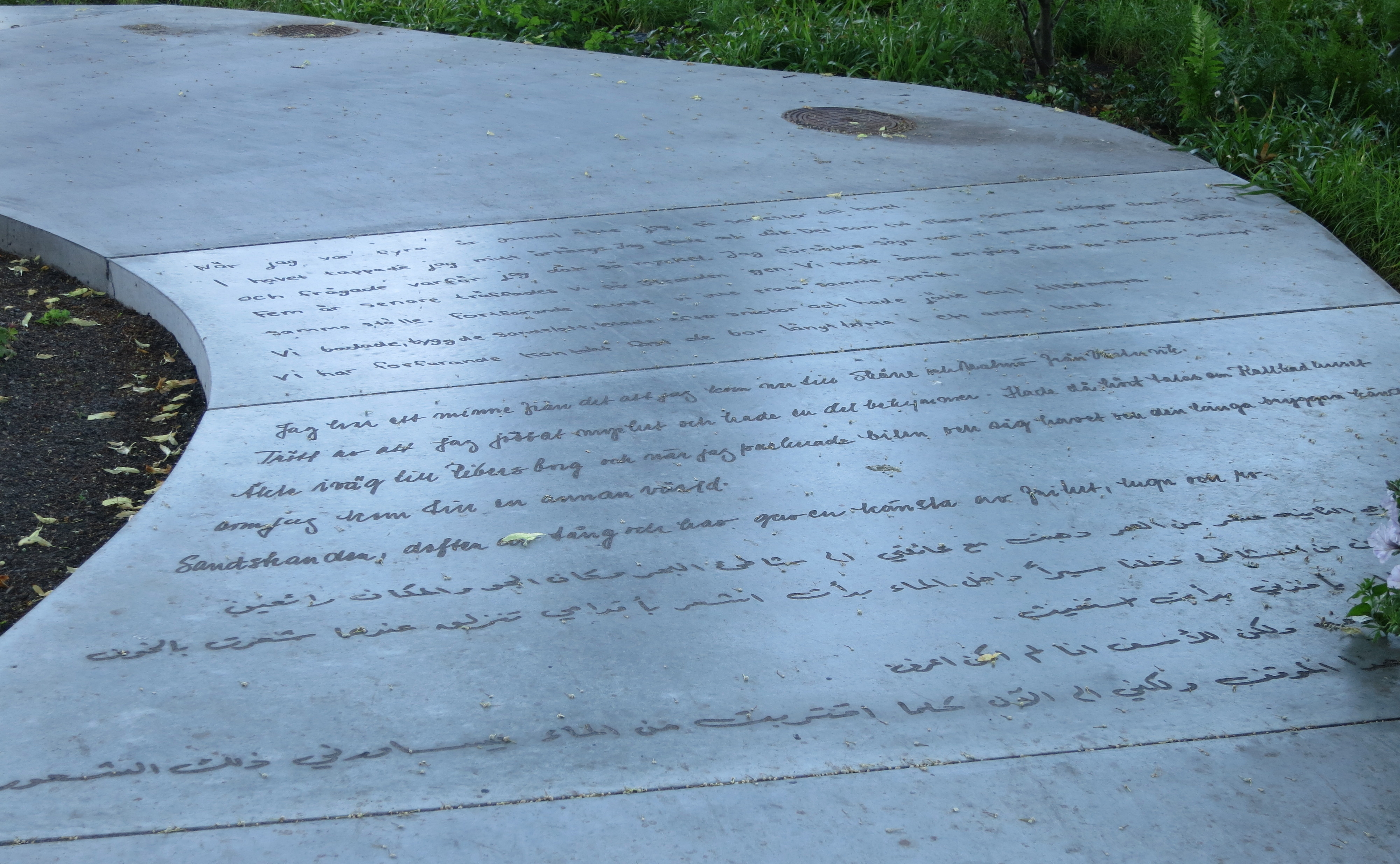
Minnenas hav av Karolina Erlingsson